# Rudolf Wachter (Bildhauer)

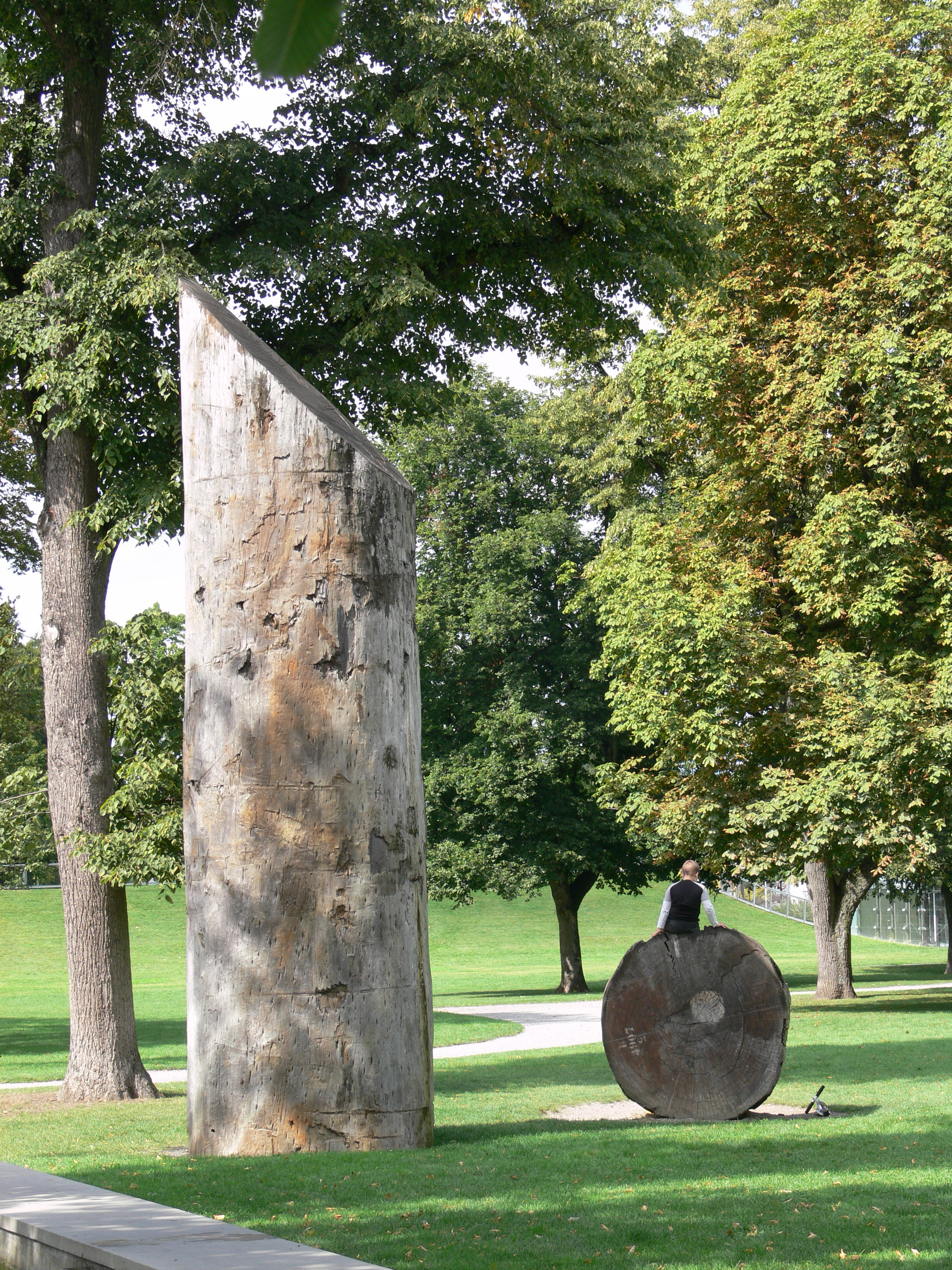
Woodhenge (2000). Stadtpark Weingarten

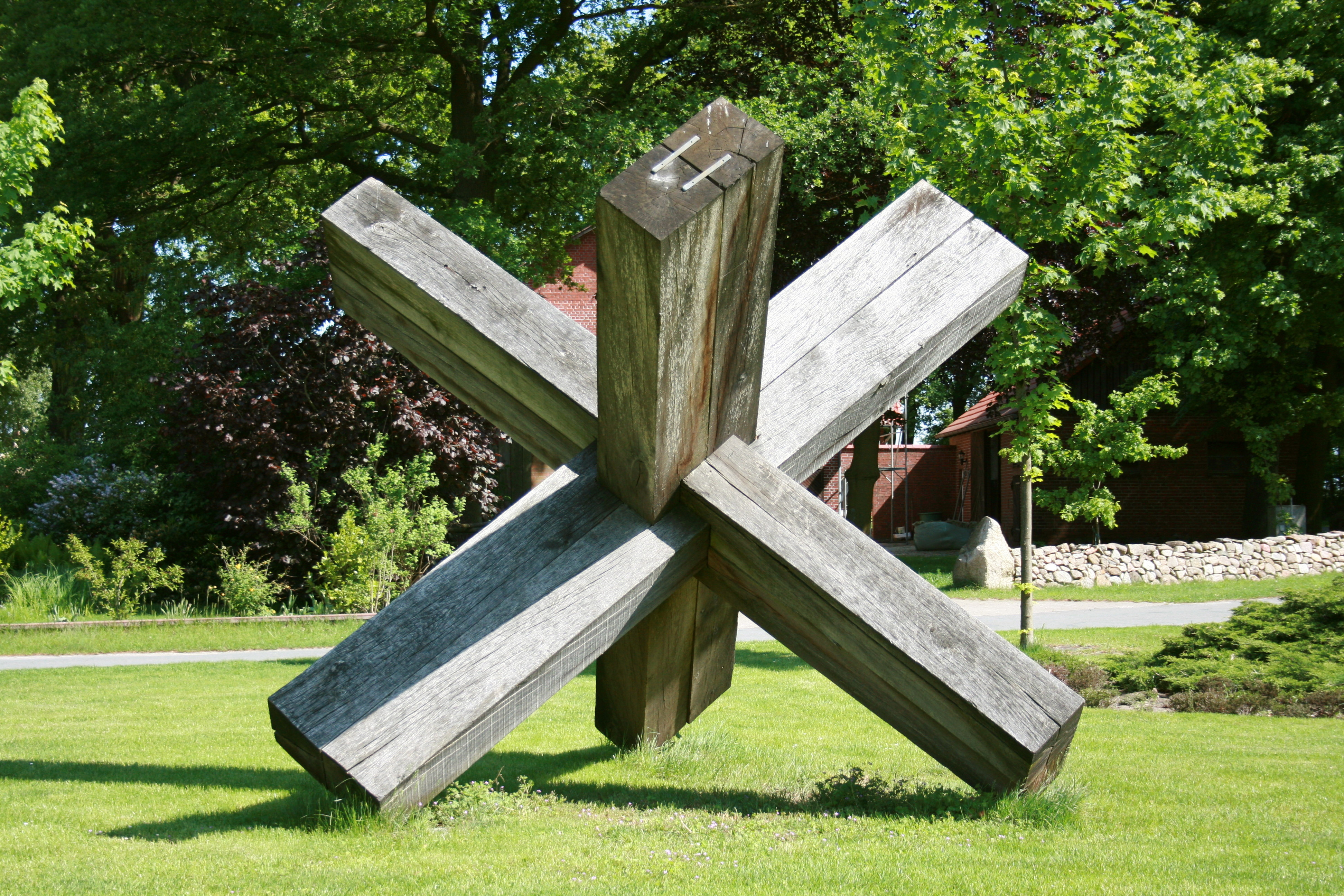
Raumknoten (1978/2003), Neuenkirchen (Lüneburger Heide)

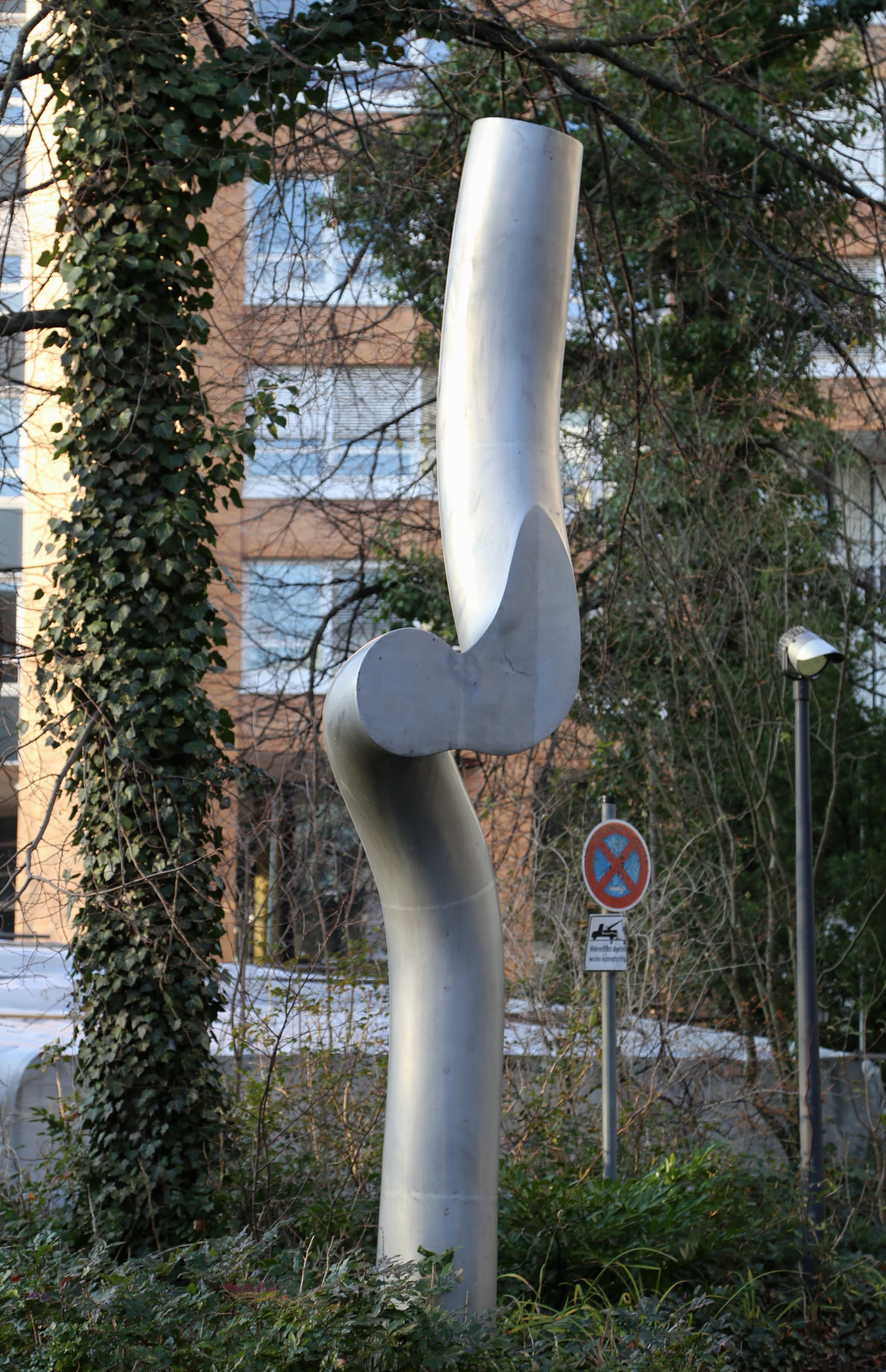
Chalamy kopto (1969)

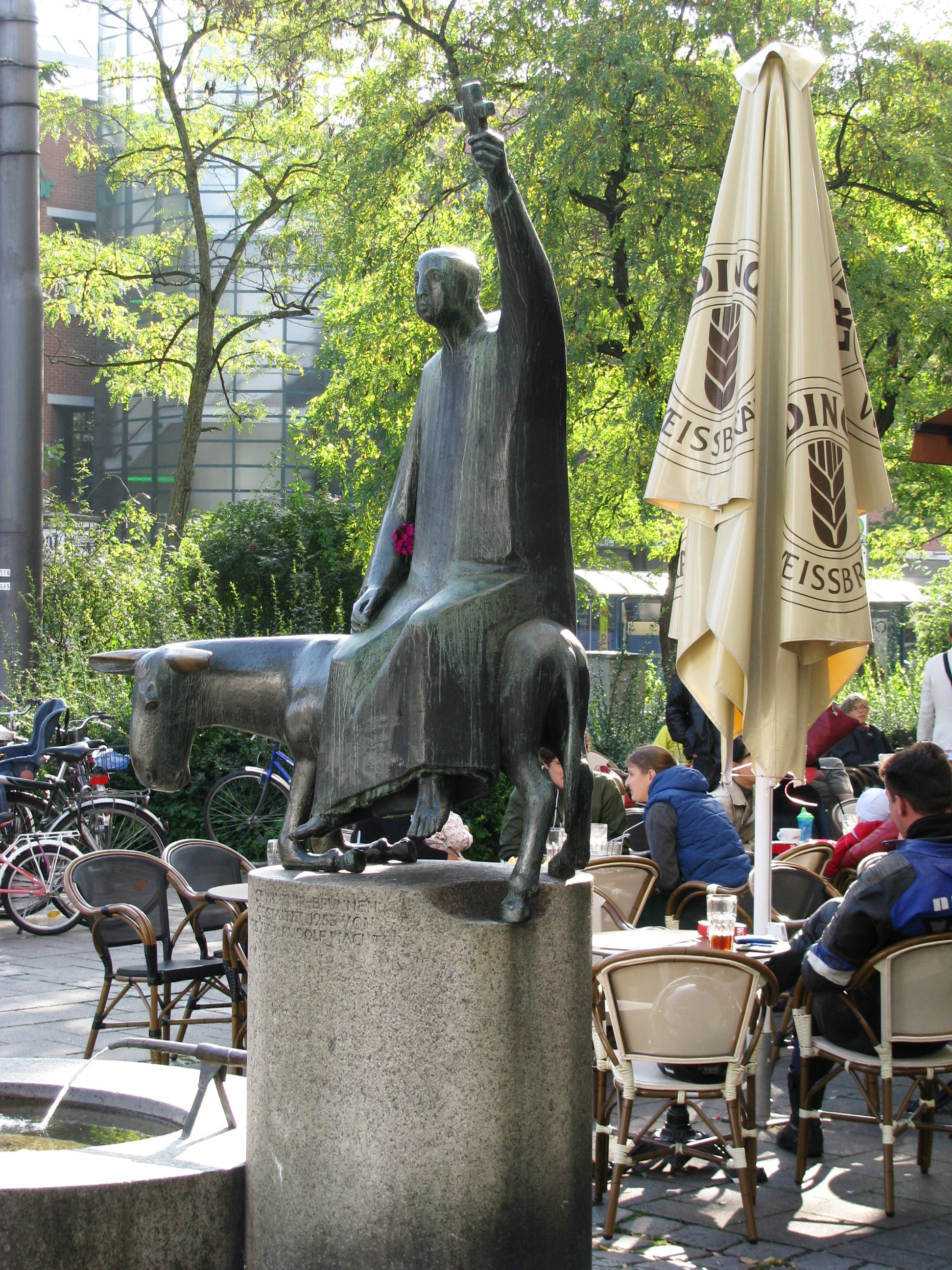
Winthirbrunnen

Rudolf Wachter (* 1. April 1923 in Bernried, heute Ortsteil von Neukirch, Bodenseekreis; † 16. Juni 2011 in der Auensiedlung, München) war ein deutscher Holzbildhauer.

## Werdegang
Nach einer Lehre in der elterlichen Schreinerei und der Meisterprüfung musste Wachter als Soldat im Zweiten Weltkrieg nach Russland, wo er schwer verwundet wurde und ein Bein verlor. 1946 machte er eine Lehre als Holzschnitzer in Oberammergau. Von 1949 bis 1956 studierte er in München Bildhauerei an der Akademie der Bildenden Künste als Meisterschüler von Josef Henselmann. Dort studierte auch seine Frau Ulla.
Von 1965 bis 1967 lebte Wachter mit seiner Frau und den gemeinsamen fünf Kindern in Griechenland, wo er 1967 im Goethe-Institut in Athen seine erste Einzelausstellung hatte. Ein Stipendium führte ihn 1971 in die Künstlerkolonie MacDowell Colony in Peterborough, New Hampshire. Ab den 1970er Jahren bis ins hohe Alter schuf Wachter fast ausschließlich großformatige, abstrakte Holzskulpturen mit der Motorsäge. Als ordentliches Mitglied des Deutschen Künstlerbundes nahm Rudolf Wachter zwischen 1970 und 1997 an insgesamt 23 großen DKB-Jahresausstellungen teil.
Seit 2003 war er ordentliches Mitglied der Bayerischen Akademie der Schönen Künste.
Erst spät fand Wachters Kunst auch in seiner oberschwäbischen Heimat Beachtung: 1993 mit einer Ausstellung in Ravensburg, im Jahr 2000 mit der Aufstellung einer monumentalen Baumstammskulptur im Stadtgarten von Weingarten und insbesondere 2005 mit der Eröffnung des Museums Rudolf Wachter im Neuen Schloss in Kißlegg.
Wachter lebte und arbeitete in München, wo ihm seine Frau „beim eigenhändigen Bau eines pyramidenförmigen Hauses aus Stahl und Beton, das ein Leben lang Wachters Trutzburg blieb“, behilflich war.

## Einzelausstellungen (Auswahl)
Zu den mit (K) gekennzeichneten Ausstellungen erschien ein Katalog.
- 1967: Goethe-Institut, Athen
- 1984/1985: Haus am Gasteig, München (K)
- 1987: Gallery Blom & Dorn, New York
- 1991: Städtische Galerie Cham; Städtische Galerie Kunstverein Rosenheim (K)
- 1992: Skulpturenmuseum Glaskasten, Marl (K); Kunstforum Rottweil
- 1993: Städtische Galerie, Ravensburg
- 2000: Rudolf Wachter – Woodhenge. Galerie im Prediger, Schwäbisch Gmünd (K)[3]
- 2003: Kunsthalle der Hypo-Kulturstiftung, München (K)
- 2008: Wachter Holz Skulptur. Altes Rathaus, Schweinfurt, 24. Januar bis 23. März 2008 (K)[4]
- 2010: STATIONEN: Monika Huber und Rudolf Wachter – eine künstlerische Begegnung. Städtische Galerie Rosenheim, 29. Januar bis 14. März 2010 (K)[5], Neue Galerie Dachau, 18. September bis 31. Oktober 2010[6], sowie Goethe-Institut, Athen, 9. Februar bis 13. März 2011[7]; RAUM SCHNITTE: Skulpturen des Holzbildhauers Rudolf Wachter. Kirche St. Paul, München, 28. April bis 10. September 2010[8]
- 2016: Art Karlsruhe Galerie Wohlhüter, Einzelausstellung im Rahmen der Open Art München Galerie Rieder
- 2017: Ausstellung Neues Schloss Kißlegg gemeinsam mit Werken von Rupert Eder
- 2023: Rudolf Wachter – Holz! Werkschau zum 100. Geburtstag, Museum Lothar Fischer, Neumarkt in der Oberpfalz

## Arbeiten im öffentlichen Raum
- 1977: Aposynthese I. Freiburg

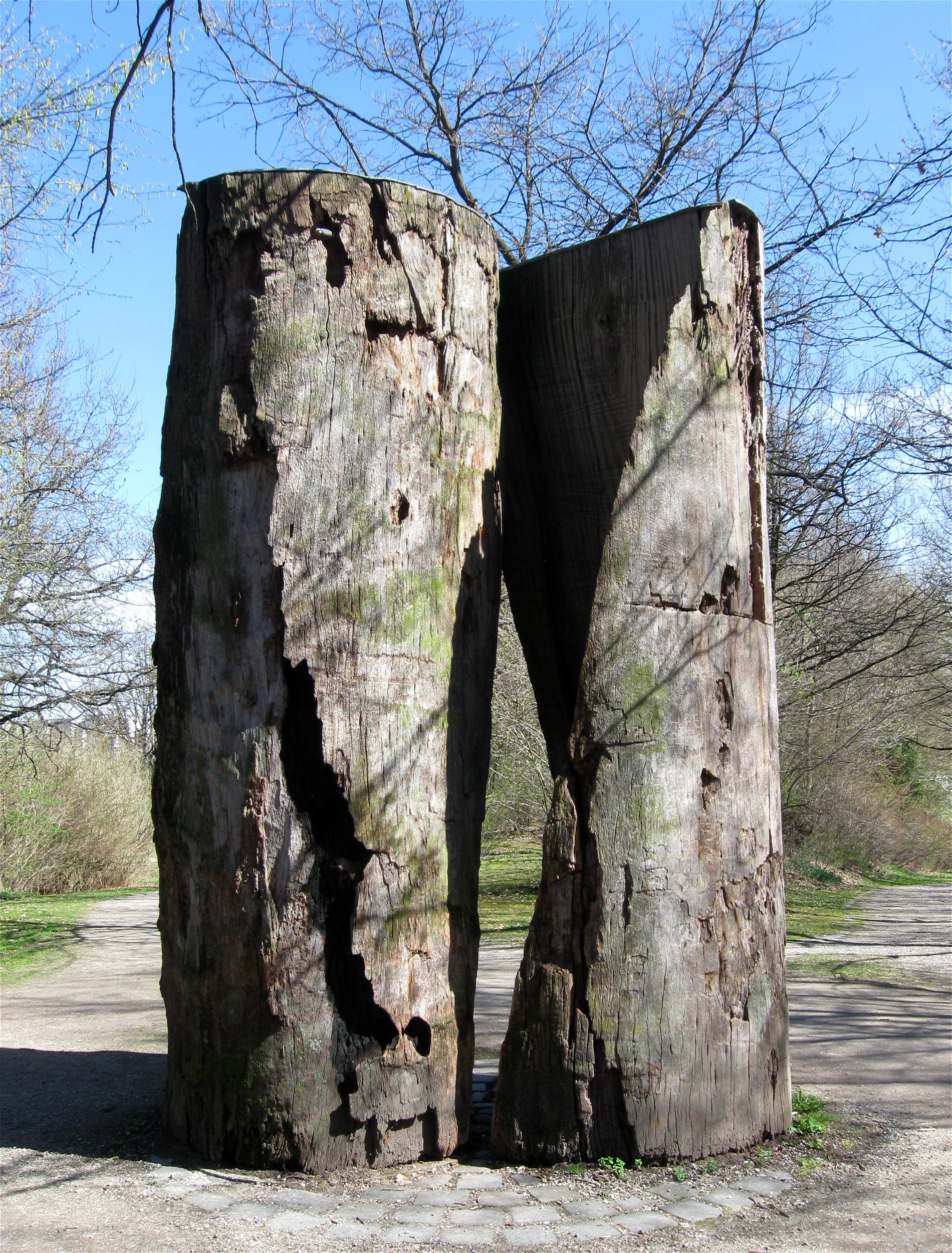
Zwei Diagonalschnitte, München

- 1978/2003: Raumknoten. Kunst-Landschaft Springhornhof, Neuenkirchen (Lüneburger Heide)
- 1979: Konkav-Konvex. Berufsbildungszentrum für Augenoptik, München[9]
- 1979: Langohr. Universität Freiburg im Breisgau
- 1983: Zwei Diagonalschnitte. Westpark, München
- 1986: Großer Makoree. Technische Universität München, Campus Weihenstephan.
- 1987: Torre Pendente (zweiteilige Installation aus Tropenholz). Edelweißstraße, München[10] Nach Schädigungen am Stamm war die Standfestigkeit nicht mehr gewährleistet; so wurde er 2022 in die Horizontale gelegt und dem natürlichen Verfall preisgegeben.[11]
- 1991: Windbruch. Gartenschaupark Hockenheim
- 2000: Woodhenge. Stadtgarten, Weingarten

## Ehrungen und Preise
- 1960: Kunstpreis Oberschwaben
- 1974: Schwabinger Kunstpreis
- 1977: Förderpreis für Bildende Kunst der Landeshauptstadt München
- 1982: Stipendium Villa Massimo, Rom
- 1990: Kunstpreis der Stadt Rosenheim
- 1993: Kunstpreis der Landeshauptstadt München
- 1993: Ehrenmitglied der Akademie der Bildenden Künste München[12]
- 1995: Verdienstkreuz am Bande des Verdienstordens der Bundesrepublik Deutschland
- 2002: Bayerischer Verdienstorden
- 2007: Oberschwäbischer Kunstpreis